# Симеон Полоцький
Симео́н По́лоцький (Самуїл Гаврилович Петровський-Ситнянович, пол. Samuel Piotrowski-Sitnianowicz; 1629 — 25 серпня 1680) — один із видатних діячів східнослов'янської культури XVII століття, богослов, письменник, поет, драматург.

## Життєпис
Білорус за походженням, що одержав освіту в Києво-Могилянській колегії і, за деякими припущеннями, у Віленській єзуїтській академії, Симеон Полоцький переїхав 1664 року до Москви, де і розгорнув велику літературну та громадську діяльність. По закінченні курсу наук він прийняв у червні 1656 р. у греко-католицькому Полоцькому Василіянському монастирі (Симеон Полоцький сам себе описував яко «Simeonis Piotrowskj Sitnianowicz hieromonachi Polocens.[is] Ord.[inis] S.[ancti] Bas.[ilii] M.[agni] ») чернецтво під іменем Симеона й одержав посаду «дидаскала» — вчителя в братській школі при тім же монастирі. Згодом, вже на Москві, до імені Симеон додалося прізвисько Полоцький — за його рідним містом. У науковій літературі трапляються різночитання, що стосуються як по батькові письменника (Омелянович чи Гаврилович), так і його прізвища (Петровський / Піотровський-Ситніанович / Ситнянович). Дослідженням встановлено, що «подвійним» по батькові і подвійним прізвищем Симеон Полоцький завдячує батькові, якого звали Гаврило Ситнянович, і вітчиму — Омеляну Петровському.
Перший відомий нам вірш Полоцького «Акафіст Богородиці», датований самим поетом 1648 р., відноситься до часу його навчання в Києво-Могилянській колегії. Творчість Симеона Полоцького раннього, так званого «білоруського» періоду проявляється в розмаїтості поетичних жанрів, тем і форм і містить у собі віршовані переклади літургічних текстів, декламації, діалоги, епіграми, окказіональну поезію, тобто вірші «на випадок», на честь тієї чи тієї знаменної події, свята, панегіричні вітання, написи до зображень, вірші з розряду штучної, «курйозної» поезії, серед яких загадки, акровірші, «луна» з питаннями, що римуються, і відповідями, макаронічні з використанням декількох мов, фігурні у формі хреста, променів, «раки», що утворять той самий текст при читанні ліворуч праворуч і праворуч ліворуч, «лабіринти» або, інакше, «скрижаль багатоколійна» із сакраментальною фразою, що прочитується багаторазово, та ін. Написані на польській, латинській, старобілоруській та староукраїнській мовах твори раннього періоду свідчать про засвоєння автором норм «шкільної» поетики свого часу, а також про те, що світоглядно-стильові основи його поезії формувалися усередині риторичної традиції під впливом художнього досвіду польської і новолатинської літератури, що, у свою чергу, багато чого успадкувала з середньовічної латинської поезії.
У біографії Сименона Полоцького особливо значимий рік 1656, коли відбулася його перша зустріч з царем Олексієм Михайловичем, що визначила його подальшу долю. Разом зі своїми учнями Полоцький вітав віршованими «метрами» царя, що прибув до Вітебська, потім до Полоцька у зв'язку з початком московсько-шведської війни В 1660 році Симеон Полоцький з «отроками» уперше побував у московській столиці і виступив перед Олексієм Михайловичем з читанням декламації в Кремлі. Після повернення Полоцька Польщі Сименон Полоцький змушений був залишити батьківщину і перебратися до Москви, де одержав заступництво царя і поставив відтепер свою багатогранну творчу і літературну діяльність на службу інтересам зароджуваного московського абсолютизму. Згодом, звертаючись до царя Федора Олексійовича, він згадував: «Оставих аз отечества, сродных удалихся, / Вашей царской милости волею вручихся».
Полоцький привіз із собою плоди європейської вченості — прекрасне знання мови латинської, польської, білоруської, української, а також «семи вільних наук» зі складу тривіума (граматика, риторика, діалектика) і квадривіума (арифметика, геометрія, астрологія, музика). Володіючи багатобічними знаннями й інтересами, він виявляв собою тип універсального просвітителя, усеохопного діяча. При дворі Олексія Михайловича Симеон Полоцький дістав визнання як мудрійший «філософ», «витія» і «піїт» Він брав участь у справах державної важливості, зокрема в роботі церковного собору 1666—1667 рр., що засудив як розколовчителів, так і патріарха Никона, на основі матеріалів і постанов собору склав книгу «Жезл правління», видану у 1667 році. Симеон Полоцький займався вихованням і освітою царських дітей — майбутніх царя Федора і царівни-правительки Софії, прищепив їм любов до віршування. Коли ж стояло вибрати наставника для юного царевича Петра Олексійовича, майбутнього Петра I, то Полоцькому було доручено проекзаменувати на цю роль дяка Микиту Зотова. Симеон Полоцький очолив створену при Приказі таємних справ першу в Московії школу нового типу, де навчав латинської мови державних чиновників — майбутніх дипломатів. Ним розроблений проект організації в Москві вищої школи («академії») за типом польських, українських і західноєвропейських університетів, покладений його вірним учнем Сильвестром Медведєвим в основу «Привілея Словяно-греко-латинської академії» (1682—1685). В обхід патріарха, під контролем якого знаходилася державна друкарня, Симеон Полоцький, користуючись заступництвом царя Федора, завів наприкінці 1678 р. у Кремлі («у Верху») друкарню, вільну від церковної цензури, де видавав свої твори та ін. авторів, залучаючи до оформлення книг придворного художника Симона Ушакова і гравера Збройової палати Афанасія Трухменського. Усвідомлюючи як одну з нагальних задач необхідність освіти і виховання суспільства, починаючи із самих його верхів, Симеон Полоцький видав у Верхній друкарні «Букварь языка славенска» (1679), «Тестамент Василия, царя греческого, сыну Льву» (1680), «Історію про Варлаама та Іоасафа» (1680). Книги проповідей «Обід душевний» і «Вечеря душевна», роботу над якими автор завершив у 1675 і 1676 р., надруковані вже після його смерті в 1681, 1683 р. під спостереженням Сильвестра Медведєва. Перу Симеона Полоцького належить богословська праця «Вінець віри православнокатоличеської» (1670) Результатом його лексикографічних студій з'явився складений ним польсько-церковнослов'янський словник (зберігається в Упсальській університетській бібліотеці, Швеція).
Новий тип культурного діяча, який являв собою Симеон Полоцький, гостро сприймався представниками традиційної московської свідомості як чужорідний і ототожнювався з неправослав'ям Патріарх Іоаким засудив Полоцького у характеристиці, данії йому після смерті, як людини «мудрствоваше латинская нововы мышления» і під страхом покарання заборонив читати його твори.
Рукописи Симеона Полоцького, що зберігалися в Сильвестра Медведєва, були вилучені і сховані в патріаршій ризниці, були відкриті світові лише в пол. XIX ст., через два сторіччя після смерті автора.
Симеон Полоцький залишив величезну літературну спадщину, значна частина якого залишається в авторських рукописах і пісцових списках. Не видані цілком ґрандіозні книги «Рифмологіон» і «Вертоград многоцвітний», що містять не одну тисячу віршів Симеон Полоцький переніс у Московію культурні традиції України та Білорусі, в яких сформувався як письменник. Він став тут першим професійним поетом і засновником поетичної школи. Своєю творчістю Симеон Полоцький увів нову московську літературу в систему спільнослов'янського і ширше — європейського бароко збагативши новими видами творчості жанрами темами, засобами художньої зображальності. Її головним придбанням стали силабічне віршування, яке отримало статус регулярної книжкової поезії, і драматургія За прикладом польського поета епохи Відродження Яна Кохановського Симеон Полоцький вперше в московській поезії переклав у 1680 р. віршами одну з біблійних книг — Псалтир «Псалтирь рифмотворная» тоді ж була надрукована у Верхній друкарні а в 1685 р. покладена на музику дяком Василем Титовим. Новизна літературного починання Симеона Полоцького оцінена представниками традиційної московської культурної свідомості як зазіхання на священність «богонатхненного» тексту «Псалтирь рифмотворная» яку Ломоносов назвав серед інших книг «вратами своєї вченості», поклала початок багатої традиції віршованих перекладів псалмів XVIII—XIX ст.
Полоцький чітко усвідомлював дві основні тенденції у своїй поетичній творчості — дидактично просвітницьку і панегіричну і втілив їх у книгах віршів спершу в «Вертограді многоцвітному» (1676—1680) потім — у «Рифмологіоні» (1680) У книгах цих панує разюча жанрова і тематична розмаїтість вони «роблять враження своєрідного музею, на вітринах якого розставлені у певному порядку („художні і по благочинію“) різноманітні речі часто рідкі і дуже древні саме отут виставлене для огляду все основне, що встиг Симеон бібліофіл і начотчик, аматор різних „раритетів“ і „курйозів“ зібрати протягом свого життя в себе в пам'яті» (І. П. Єрьомін). При зовнішній різнорідності «Вертоград» має внутрішню цілеспрямованість обумовлену цілісністю авторського задуму і єдністю морально філософської концепції. Перед нами не збірник у звичному смислі. Різноманітні за жанрами, темами і джерелами вірші зливаються в єдиний контекст Бог — світ — людина. Мозаїчним методом поет створив картину світу, панорамне оповідання, що охоплює питання світобудови, віровчення, догматики, моралі, спрямоване до того, щоб навчити людину «заповіді тощно соблюдати» і здобувати «страну невечерня света». Енциклопедична строкатість співвіднесена з цілим, з духовною єдністю книги. «Вертоград» з'являється як художньо-дидактична система, як розмаїття в єдності і єдність у «багатоцвітті», це світ, розглянутий вроздріб . Символічна надана творові форма: в остаточному тексті книга має алфавітний тип побудови. В основі такої композиції — висхідне до Апокаліпсиса уявлення про Христа як початок і кінець всього сущого. Самим способом розташування віршів читачеві навіювалася думка, що твір є образом світу, що розуміється як християнський універсум. Таким чином, творчість Симеона Полоцького виявляє одну з фундаментальних ідей українського бароко, зв'язану з уявленням про світ як книгу і книгу як модель світу, як всесвіту невичерпного смислу.
«Рифмологіон» включає розмаїття жанрів панегіричної, придворно-церемоніальної поезії, що обслуговувала державний побут. Така поезія повинна була мати художні форми, що пасують її функціям, достоїнством стилю, високою риторичною мовою. Звідси така концентрованість у ній барочних засобів художнього вираження, урочиста репрезентативність, створювана сполученням мистецтва слова і зображення, синтезом ліричного і драматургічного компонентів, використанням елогіарного стилю, що допускає подвійне і потрійне прочитання тексту, уведення різноманітних форм «курйозної» поезії Ясно виражена тенденція до синтезу мистецтв простежується в п'яти «книжицях», що входять до складу «Рифмологіона»: «Благопривітствування» з нагоди народження царевича Симеона (1665); «Орел Россійський» (1667) — поема, присвячена до церемонії офіційного оголошення спадкоємцем престолу Олексія Олексійовича; «Трени, або плачі» на смерть цариці Марії Іллівни (1669); «Глас останній» на смерть царя Олексія Михайловича (1676); «Гусль доброгласная» — поема з нагоди сходження на престол царя Федора Олексійовича (1676). Кожна з «книжиць»- плід співробітництва поета і художника. Вірші можна не тільки читати, а й розглядати як картину. Підкреслена видимість, видивищність поетичного тексту створюється введенням графічних і мальовничих ефектів, емблем, геральдики, фігурних віршів, знаків зодіаку і навіть окремих архітектурних мотивів, використанням кольорового листа (золото, кіновар, чорнило). Зображення входять як невід'ємна частина художнього задуму, це не зовнішні стосовно тексту елементи, але частина самої художньої тканини, для якої характерно граничне злиття слова і зображення. На перше місце придворна поезія висунула ідеї абсолютизму і священнодержавносі, у ній прищеплювалися громадянські ідеали, поняття спільного блага нації.
Тут відклалася своєрідна «граматика ідей», а разом з нею цілий комплекс «готових формул» з відповідною поетичною фразеологією, що відноситься до топіки офіційної ідеології і культури. Звідси беруть початок мотиви, що стали згодом «загальним місцем» російської оди XVIII ст. (цар — сонце, цар — орел, Росія — небо та ін.).
Симеон Полоцький стояв біля витоків російського театру. У «Рифмологіон» включені, крім панегіричних вітань, дві його п'єси у віршах: «Комідія притчі про блудного сина», написана на широко відомий євангельський сюжет притчі про блудного сина, і «трагедія» «О Навуходоносорі царі, о телі златі і о тріех отроціх, в пещі не сожженних», що є інсценуваням біблійного оповідання з Книги пророка Данила.
Викриттям Навуходоносора як правителя-тирана автор стверджував думку про необхідність для царя бути мудрим і справедливим, пропонуючи в пролозі п'єси бачити втілення такого образа в Олексію Михайловичу.
Здійснюючи синтез віри і культури, творчість Симеона Полоцького сприяла зменшенню протистояння світської і духовної культури.
Твори, створені Симеоном Полоцьким у Москві, написані  книжною «словенською» мовою.
Поет мріяв про те, щоб його твори стали відомі «по всій Россіи и где суть словяне, / в чюждых далече странах христиане». І він дійсно дістав таке визнання: Симеона Полоцького ще при його житті знали в Грузії як суспільного діяча і як «солодкозвучного проповідника», грузинський царевич Олександр Арчилович Батонішвілі, друг і сподвижник Петра І, переклав на грузинську мову деякі проповіді Полоцького. Він набув європейської популярності. Про нього писали курляндський дворянин Яків Рейтенфельс у книзі, призначеній для тосканського герцога Козьми (1680), оксфордський професор-лінґвіст, автор першої в Західній Європі «Русской граматики» Г.-В. Лудольф (1696). Твори Симеона Полоцького шанувалися єдиновірними південними слов'янами, на них виховувалися в XVIII ст. покоління письменників і діячів національної освіти в Сербії.

## Видання
- Вирши. Силлабическая поэзия XVII—XVIII веков — Л , 1935 — С. 89-119
- Симеон Полоцкий. Избр. соч. / Подг текста, статья и комм. И. П. Еремина. — М., Л., 1953
- Русская силлабическая поэзия XVII—XVIII ст. / Вступ. ст., подг. текста и примеч А. М. Панченко. — Л., 1970.— С. 164—173
- Симеон Полоцкий. Вирши / Сост., подг текстов, вступ. ст. и комм. В. К. Былинина, Л. У. Звонаревой.— Минск, 1990